# Sten Rydström
Sten Fredrik Rydström, född 7 mars 1908 i Landskrona, död 2 januari 1982 i Båstad, var en svensk officer i Flottan och senare Flygvapnet.

## Biografi
Rydström blev fänrik i Flottan 1930. Han befordrades till underlöjtnant 1932, till löjtnant 1934, till löjtnant i Flygvapnet 1936, till kapten 1940, till major 1945, till överstelöjtnant 1948 och till överste 1951.
Rydström inledde sin militära karriär i Flottan. Åren 1932–1933 utbildade han sig till flygförare. Åren 1934–1935 var han flyglärare vid Flygskolkåren (F 5). År 1936 övergick han helt till Flygvapnet, där han återutnämndes till löjtnant. Åren 1943–1944 var han flygchef och 1948–1951 baschef vid Jämtlands flygflottilj (F 4). Åren 1951–1963 var han flottiljchef för Blekinge flygflottilj (F 17). Åren 1963–1961 var han ställföreträdande eskaderchef för Andra flygeskadern (E 2). Rydström lämnade Flygvapnet som överste 1966. Han invaldes som ledamot av Örlogsmannasällskapet 1955.
Rydström gifte sig 1933 med Märta Winqvist; tillsammans fick de barnen, Jan, Ulla och Eva.

## Utmärkelser
- Riddare av Svärdsorden, 1946.[2]
- Kommendör av Svärdsorden, 6 juni 1957.[3]
- Kommendör av första klass av Svärdsorden, 28 november 1959.[4]